# Dream World
Pour l’article homonyme, voir Dream World (album).
Ne doit pas être confondu avec Dreamworld.

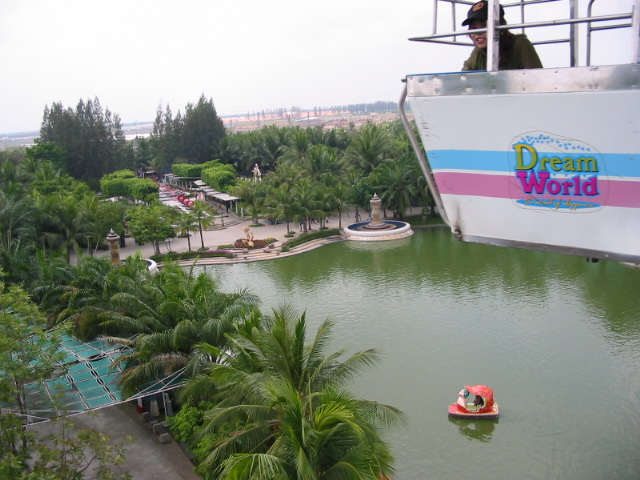
Photo du parc prise depuis la grande roue

Dream World est un parc d'attractions situé à Thanyaburi, dans la province de Pathum Thani, en Thaïlande. 

## Les attractions

### Montagnes russes
| Nom de l'attraction | Type                                   | Constructeur  | Année d'ouverture |
| ------------------- | -------------------------------------- | ------------- | ----------------- |
| Sky Coaster         | Montagnes russes à véhicules suspendus | Vekoma        | 1994              |
| Space Mountain      | Montagnes russes assises               | Vekoma        | 1994              |
| Speedy Mouse        | Montagnes russes assises               | Cavazza Diego | 2004              |

### Autres attractions
- Flying Carpet - Tapis volant.
- Giant House - Reproduction de la maison d'un ogre
- Go-Kart - Course de karting
- Gran Canyon - Rivière rapide en bouées
- Haunted Mansion - Walk-through
- Hurricane - Top Spin
- Skyway - Téléphérique
- Spider - Pieuvre
- Super Splash - Shoot the Chute